# Sigmund Eggert

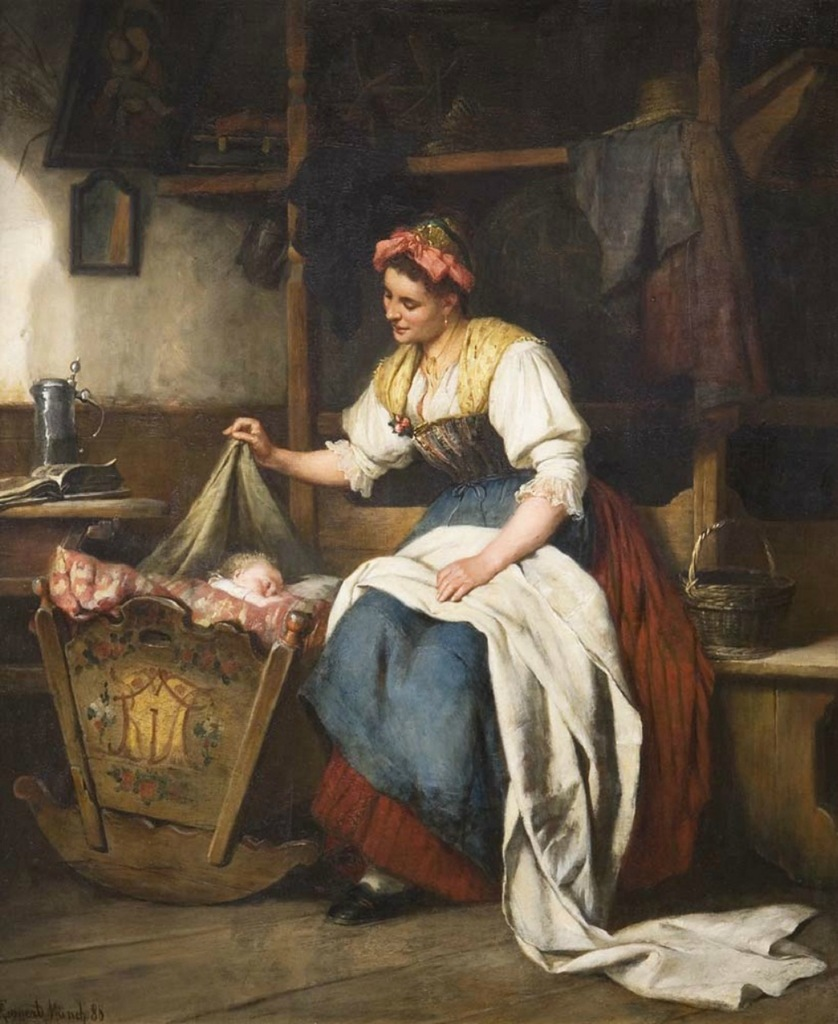
Junges Mutterglück

Sigmund Eggert (* 13. Februar 1839 in München; † 25. August 1896 in Walchstadt) war ein deutscher Genremaler.

## Leben
Sigmund Eggert war ein Sohn des in München tätigen Glasmalers Franz Xaver Eggert (1802–1876) aus Höchstädt an der Donau und dessen erster Ehefrau Barbara, geborene Gsell.
Zunächst besuchte er die Zeichenschule des Bayerischen Kunstgewerbe-Vereins in München. Am 22. November 1855 begann er das Studium der Malerei an der Münchener Kunstakademie bei Hermann Anschütz und Joseph Schlotthauer. Seit Ende der 1850er Jahre war er Gehilfe in der Glasmalerei-Werkstatt des Vaters, setzte aber später sein Studium der Genremalerei bei Arthur von Ramberg fort.
1875 heiratete er Therese Riederer, eine Schneidermeisterstochter aus München, mit der er zwei Töchter hatte. In München niedergelassen engagierte er sich als ehrenamtlicher Distriktvorsteher (Distrikt 13 des VI. Stadtteilbezirks München) und als Armenpflegschaftsrat. Um 1890 trennte er sich von seiner Frau und zog nach Walchstadt am Wörthsee in Oberbayern.
Von der Tätigkeit als Glasmaler wechselte er um 1870 zur Ölmalerei und schuf figürliche Szenen und Porträts. Seine Arbeiten zeigte er in zahlreichen Ausstellungen, so „Der günstige Augenblick“, „Das Geistliche Schiedsgericht“ und die Pendants „Von Ihr“ / „Für Ihn“ in der Münchner Lokalausstellung 1875, „Besuch beim Dorfmaler“ auf der Weltausstellung in Philadelphia, USA, 1876, oder „Lenerl, schneid’ mi nit!“ anlässlich der Kunstvereins-Ausstellung in Bremen 1878. Durch die Reproduktion zahlreicher seiner Bilder als Holzstiche in den Zeitschriften der Zeit – Daheim, Deutscher Hausschatz, Die Gartenlaube, Über Land und Meer und andere – wurden seine Bilder und Bildthemen überaus populär.

## Werke
Mitarbeit als Glasmaler bei seinem Vater Franz Xaver Eggert
- Baden-Baden, ev. Stadtkirche: Chorfenster: „Geburt Christi“ und „Auferstehung Christi“, 1863; Entwurf (Kartons) von Georg Fortner; Übertragung auf Glas durch Heinrich Burkhardt und Sigmund Eggert.
- Offenburg, Baden, ev. Stadtkirche: „Kreuzigung“; bezeichnet unten Mitte: >Glasmalereianstalt von Franz Eggert. München 186(3)<; zu Füßen von Maria und Johannes: >Gg. Fortner comp(osuit) – Sigm. Eggert pinx(it)<.
- Burgdorf, Kanton Bern, Schweiz: 3 Fenster der Stadtkirche: „Himmelfahrt Christi“ mit „Christus am Ölberg“ (Grisaille), „Johannes“ und „Paulus“, stehende Figuren in Tabernakeln, mit heller Ornamentverglasung in den oberen und den Sockelpartien, 1868 (zerstört); Entwurf: Georg Fortner; sign. von F. X. und S. Eggert.
- Walchstadt, Kirche: Glasbild; Geschenk von S. Eggert.

Arbeiten in öffentlichen Sammlungen
- Höchstädt, Heimatmuseum: „Bildnis Franz Xaver Eggert und Frau“.
- München, Stadtmuseum (Maillinger-Sammlung): Karte der Carnevalsunterhaltung der Bürger-Sängerzunft den 7. Februar 1872 in der Westendhalle: Einblick in den Saal; am Eingang musizierende Bettelkinder.[5]